# Orde van de Glorie (Afghanistan)

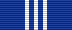
Lint

Een Orde van de Glorie of "Nishan Iftikar" is een naam die aan ridderorden in moslimstaten van Algerije tot Afghanistan werd gegeven. Het model was de met diamanten versierde en zeer prestigieuze Orde van de Glorie van de Sultan van Turkije. 
De Afghaanse Orde van de Glorie werd door de vorsten uit het Koninklijk Huis der Durani ingesteld en door de republiek afgeschaft.